# Дион (Пиерия)
Ди́он (греч. Δίον, лат. Dium) — село в Греции. Село расположено на высоте 29 метров над уровнем моря, к северу от подножия горы Олимп, в 6 километрах к западу от залива Термаикос, в 15 километрах к юго-западу от Катерини, в 65 километрах к юго-западу от Салоник и в 265 километрах к северо-западу от Афин. Входит в общину Дион-Олимбос в периферийной единице Пиерия в периферии Центральная Македония. Дион известен своими археологическими раскопками и археологическим музеем. Численность населения по переписи 2011 года составляла 1130 человек. До 1962 года (ΦΕΚ 9Α) село имело название Малатрия (Малафрия, Μαλαθριά), после чего его переименовали в честь древнего города, расположенного рядом.
Рядом с селом находится Археологический музей Диона, который представляет собой музей под открытым небом. В Дионе проводится ежегодный фестиваль музыки и театрального искусства «Олимп».

## История
Укреплённый город Дий (Дион) располагался в северных предгорьях Олимпа на реке Геликон (Бафира, Бафир) в семи стадиях от Фермейского залива и господствовал над узким проходом, ведущим из Фессалии в Македонию, и над дорогой, ведущей вниз через проход северо-западнее горы Олимп. Дий был культурным и религиозным центром Древней Македонии. Согласно «Каталогу женщин» Фия, дочь Девкалиона родила от Зевса двух сыновей: Магнета и Македона, которые жили в Пиерии около Олимпа. Дий — альтернативное имя греческого бога Зевса (Δίας— «Зевс»), и город был назван по храму Зевса, известному во времена Полибия. Дион процветал в эллинистический и римский периоды, был одной из первых римских колоний в Македонии.
Первые упоминания о Дионе встречаются у Фукидида в описании похода спартанского полководца Брасида из Фессалии в Македонию против афинской колонии Фракии в 424 году до н. э. Согласно Диодору Сицилийскому, в конце V века до н. э. Архелай Македонский даёт толчок развитию города, устанавливая девять дней спортивных и театральных праздничных состязаний, посвященных Зевсу и Музам — «Македонскую Олимпиаду». Здесь в последние годы своей жизни Еврипид написал и поставил свои трагедии «Вакханки» и «Архелай». Здесь Филипп II Македонский и его сын Александр Македонский устраивали пышные празднества. Филипп II отмечал взятие Олинфа в 348 году до н. э. Александр Македонский совершил жертвоприношения в местном святилище перед походом в Азию. В Дии стояли медные статуи 25 гетайров, погибших в битве при Гранике в 334 году до н. э., сделанные Лисиппом по приказу Александра Македонского.
Во время правления Филиппа V Македонского этолийцы захватили Дий. Стратег Скопас разрушил городские стены, гимнасий и многие здания в городе, поджог теменос Зевса Олимпийского. Город был восстановлен, но вскоре занят римлянами в 169 году до н. э. под командованием Марция Филиппа. В ходе Четвёртой Македонской войны (150—148 до н. э.) после победы над Андриском Дий был занят и разграблен римлянами под командованием Квинта Цецилия Метелла.
Римская колония возникла в 43 году до н. э., когда в Македонии действовал Марк Юний Брут. Массовое переселение римлян в Дий случилось при Октавиане Августе после победы сражения при Акциуме в 31 году до н. э. Хотя жители Дия говорили на латыни, греческие надписи превосходят по численности и свидетельствуют как о преобладании местного населения, так и о быстрой эллинизации римских жителей города. В раннехристианский период город уменьшился, его центральную часть в конце IV века н. э. заняла базилика. В городе была построена еще одна базилика, а за стенами города — третья. Епископ Дия принял участие в Сардикийском соборе в IV веке и Эфесском соборе в V веке. Город был разрушен во второй раз остготами в IV веке. Наводнения на реке Бафир, землетрясения и время стёрли город, который был заброшен в V веке. Жители переселились в более безопасные районы у подножия Олимпа.

## Раскопки

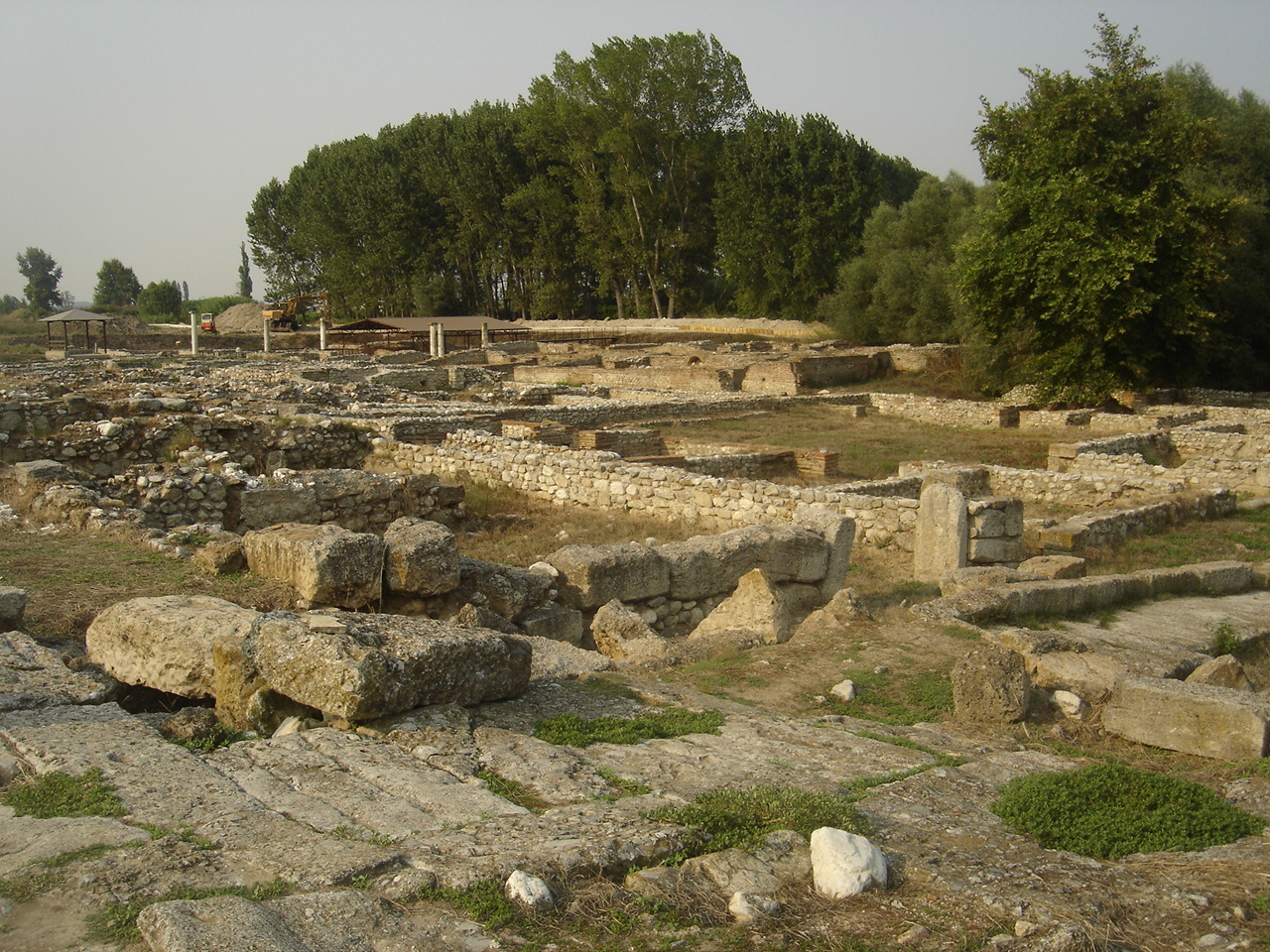
Руины древнего Диона

Британский полковник и путешественник Уильям Мартин Лик, который остановился в этой местности 21 декабря 1806 года, был первым, кто точно определил месторасположение древнего Диона. Своё открытие он опубликовал в 1835 году в третьем томе книги «Путешествие по Северной Греции» (Travels in Northern Greece).
Археологические исследования в данном районе начались в 1928 году под руководством Георгиоса Сотириадиса, ректора университета Аристотеля в Салониках, и завершены в 1931 году. Для размещения находок было построено здание. Раскопки продолжил Георгиос Бакалакис. С 1973 года раскопки вёл Университет Аристотеля в Салониках, и возглавлял их известный греческий археолог Димитриос Пандермалис. При раскопках были найдены прекрасно сохранившиеся античные термы, греческий театр (построенный при Филиппе V), храм Зевса, вилла Диониса с красивой мозаикой, святилища богинь Деметры и Исиды, часть стадиона, многочисленные статуи, колонны, мозаики, мощёные улицы.
Место археологических раскопок в Дионе занимает 1,5 км² и состоит из укрепленного города площадью 0,36 км², в котором люди жили начиная с классического и вплоть до раннехристианского периода. Отдельные раскопки выявили частные дома, общественные здания, магазины и множество мастерских, встроенных в уличные кварталы. Построенный во II веке до н. э. на плоской заболоченной равнине, город Дий находился примерно в 1,5 км от моря и был связан с ним судоходной рекой Бафир.
Окруженная стеной часть города, почти квадратная, построенная по гипподамовой системе, имела планировку, типичную для эпохи Александра Македонского. Находки из раскопок в большинстве своём относятся к римскому и поздневизантийскому периодам: остатки более ранних периодов уничтожены за несколькими исключениями. Раскопанный город в основном соответствует римскому периоду.

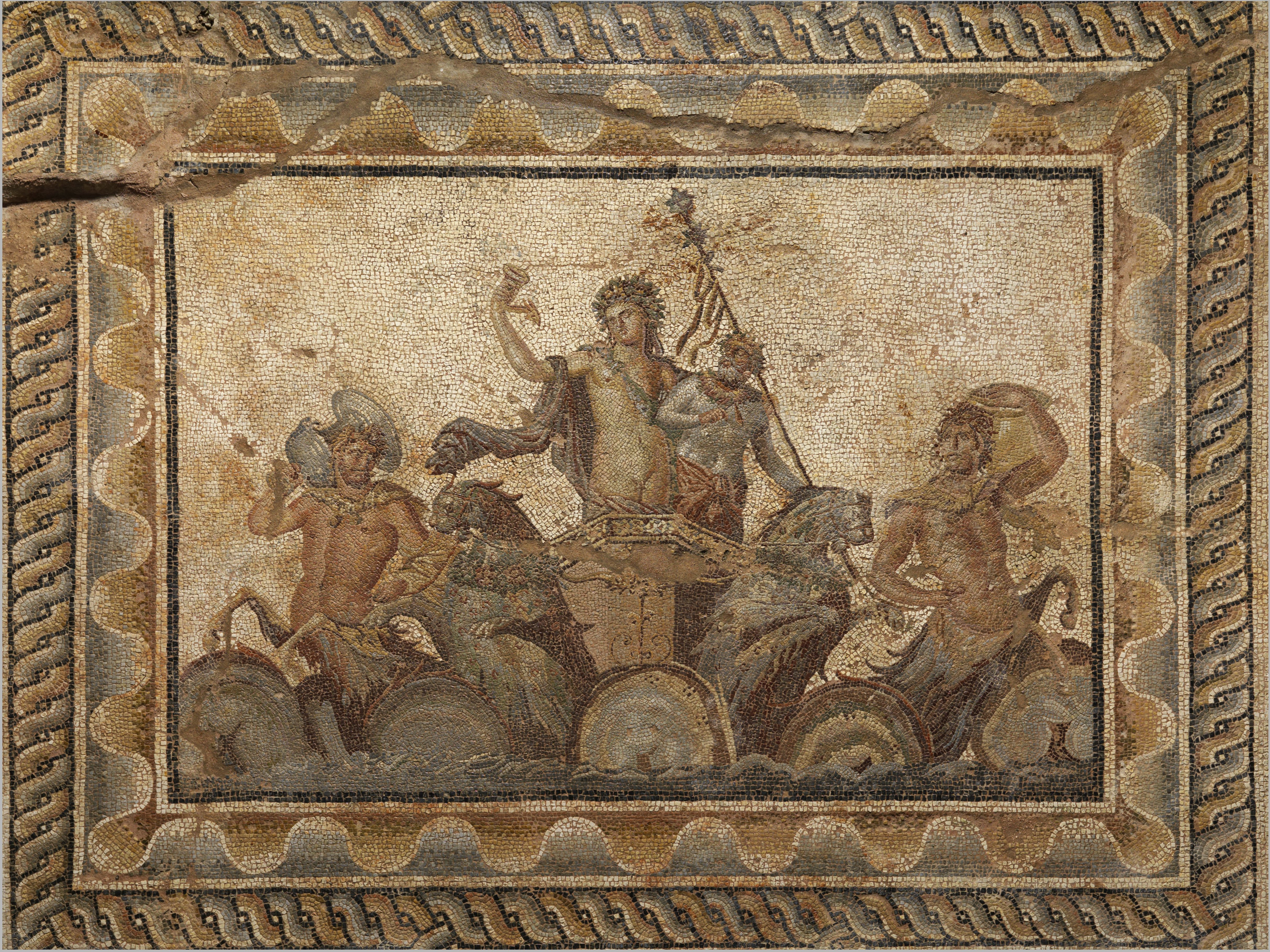
Мозаика на полу в Вилла Диониса (Дион)

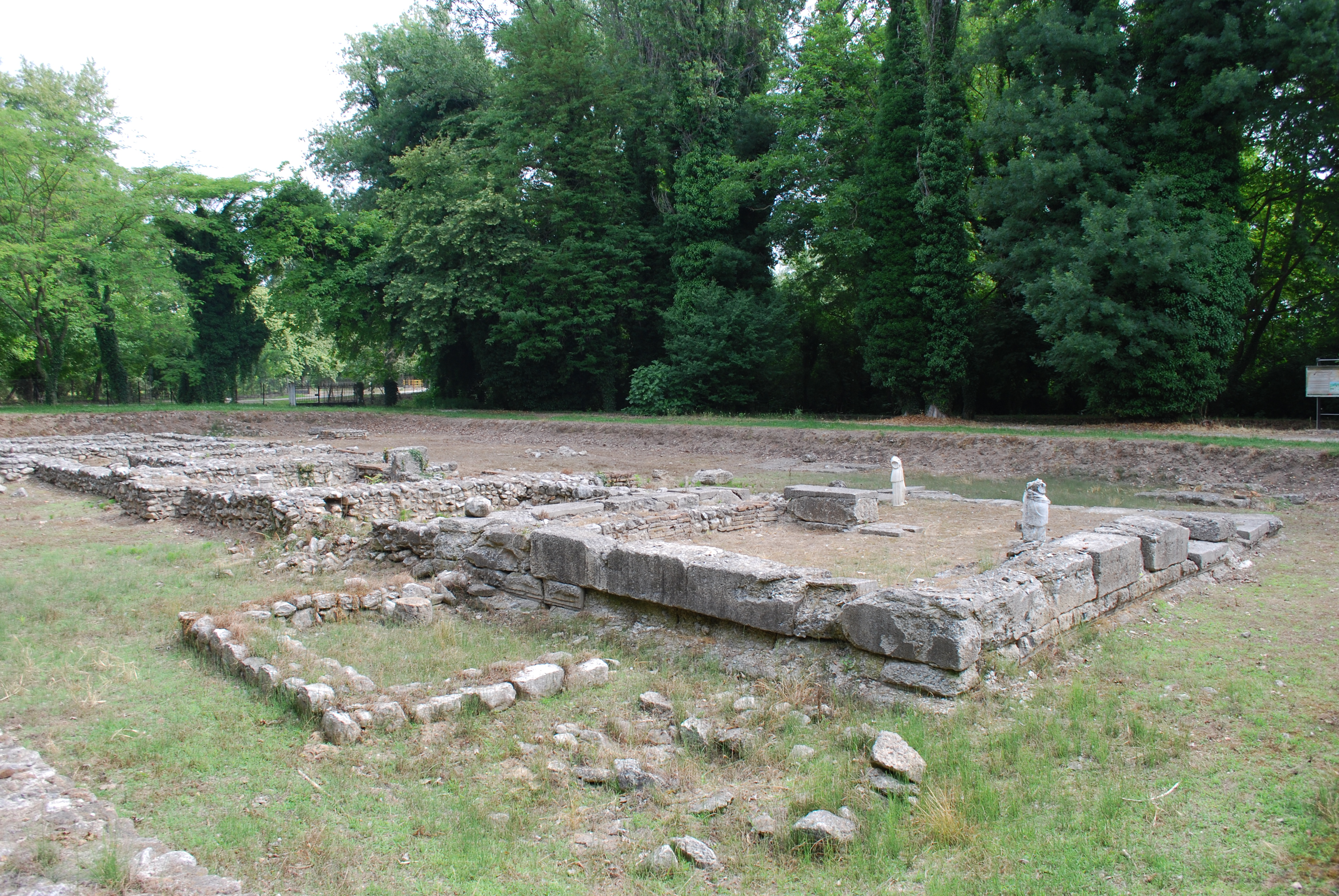
Храм Деметры (Дион)

Главная дорога длиной 670 метров, которая пересекает город с севера на юг, вымощена в имперскую эпоху крупными плитами из конгломерата и является образцом городской планировки классического и эллинистического периода. Обнаружены инсулы, магазины, роскошные резиденции, общественные бани (термы) и мастерские. Постройки II и III веков свидетельствуют о богатстве и процветании жителей города. На южной окраине древнего города находятся большие общественные бани (термы), внушительный комплекс зданий, построенный примерно в 200 году.
Правильная форма города была продиктована плоской равниной, на которой он стоит, но вполне вероятно, что городская планировка и укрепления Дия требовали опыта, накопленного строителями городов, основанных Александром и его преемниками на землях Азии.
В восточной части города была обнаружена «вилла Диониса», которая получила свое название от большой мозаики, покрывающей пол банкетного зала. Святилища богов, два театра (один греческий и один римский) и стадион были обнаружены за пределами городских стен. Среди богов, которым поклонялись в Дие, самым важным был Зевс Олимпийский, в честь которого был назван город (Дий — одно из его имён). В святилище были обнаружены каменные стелы с надписями, относящимися к союзным договорам, урегулированию пограничных споров, частям официальных указов и так далее. Святилище Деметры, расположенное рядом со стенами и воротами в конце главной улицы города, является самым ранним македонским святилищем, известным в настоящее время. Святилище существовало с конца VI века до н. э. до начала IV века н. э. К востоку от святилища Деметры было обнаружено святилище, посвященное культу египетских богов Сераписа, Исиды и Анубиса. В этом же святилище есть небольшой храм Афродиты Гиполимпидии (богини предгорий Олимпа).
Эллинистический театр, который находится за стенами, был построен во времена правления Филиппа V (221—179 до н. э.). Римский театр, датируемый II веком н. э., был обнаружен к юго-востоку от эллинистического театра. Кладбище Дия простирается в основном на юг и восток от города. Погребальные памятники относятся к периоду от V века до н. э. до V века н. э. В раннехристианский период город уменьшился, а центральная часть была занята раннехристианской базиликой, датируемой концом IV века. Дий был заброшен в V веке после стихийных бедствий (землетрясений, наводнений), его жители переместились в более безопасные районы в предгорьях Олимпа.
- 1. Форум
- 2. Преторий
- 3. Многоугольное здание
- 4. Вилла Диониса[болг.]
- 5. Участок гидравлоса
- 6. Дом Леды[болг.]
- 7. Дом Зосаса[болг.]
- 8. Большие римские бани[болг.] и одеон[болг.]
- 9. Святилище Деметры[болг.]
- 10. Святилище Зевса Олимпийского[болг.]
- 11. Святилище Зевса Гипсиста (высочайшего)[болг.]
- 12. Святилище Исиды[болг.]
- 13. Святилище Асклепия[болг.]
- 14. Эллинистический театр[болг.]
- 15. Римский театр[болг.]
- 16. Стадион (точное место неизвестно)
- 17. Македонская гробница[болг.]
- 18. Городская стена
- 19. Cardo Maximus (главная дорога)
- 20. Современная дорога

Легенда:
 Эллинистический период
 Римский период

## Археологический музей Диона
С 1983 года действует археологический музей Диона, в котором выставлены находки, обнаруженные при раскопках древнего Диона. Экспозиция музея включает в себя статуи, погребальные памятники, монеты и другие экспонаты, найденные во время раскопок.

## Культура
Ежегодно с 1972 года в муниципалитете Дион (ныне Дион-Олимбос) проходит фестиваль музыкального и театрального искусства «Олимп». За почти сорокалетнюю историю фестиваля в нём приняли участие известные греческие деятели искусств, среди которых: Мария Фарандури, Мариос Франгулис, Георгиос Даларас, Нана Мускури, Анна Синодину, Тимиос Каракацанис, Димитриос Митропанос и др.

## Сообщество Дион
Сообщество Дион создано в 1918 году (ΦΕΚ 152Α). В сообщество Дион входит село Платанакия. Население 1424 человека по переписи 2011 года. Площадь 31,375 квадратного километра.
| Наименование | Население (2011), человек |
| ------------ | ------------------------- |
| Дион         | 1130                      |
| Платанакия   | 294                       |

## Население
| Год  | Население, человек |
| ---- | ------------------ |
| 1991 | 1140               |
| 2001 | 1314               |
| 2011 | ↘ 1130             |